# ۹۵۲ (قمری)
۹۵۲ (قمری)، نهصد و پنجاه و دومین سال در گاهشماری هجری قمری است. اول محرم این سال برابر با بیست و پنجم مارس سال ۱۵۴۵ میلادی است.

## وابسته
- وطاسیان